# Notosciobia rex
Notosciobia rex är en insektsart som beskrevs av Otte, D. 1987. Notosciobia rex ingår i släktet Notosciobia och familjen syrsor. Inga underarter finns listade i Catalogue of Life.